# Soosiulus azatus
Soosiulus azatus är en insektsart som beskrevs av Young 1977. Soosiulus azatus ingår i släktet Soosiulus och familjen dvärgstritar. Inga underarter finns listade i Catalogue of Life.